# Microbotryum silybum
Microbotryum silybum är en svampart som beskrevs av Vánky & Berner 2003. Microbotryum silybum ingår i släktet Microbotryum och familjen Microbotryaceae.   Inga underarter finns listade i Catalogue of Life.